# Yevguenia Bugoslávskaia
Yevguenia Yákovlevna Bugoslávskaia (do cirílico russo Евгения Яковлевна Бугославская) (Moscou, 21 de dezembro de 1899 - Moscou, 30 de maio de 1960) foi uma astrónoma e geofísica soviética.

## Epónimo
- A cratera venusiana Bugoslavskaya foi baptizada em sua honra.[3][4]